# زیارتگاه میر فتاح

زیارتگاه میر فتاح خوی

صحن زیارتگاه میر فتاح خوی

زیارتگاه میر فتاح در روستای ممش خان از توابع شهرستان خوی در ۳۵ کیلومتری شمال غرب خوی در بخش صفاییه (زر آباد) واقع گردیده است. ضریح چوبی با میله‌های فلزی بر روی مزار قرار دارد.

## زندگی‌نامه
وی در اواخر سلسله زندیه از پدری بنام سید مرتضی و مادری به نام معصومه، که اصالتا از روستای کوه کمر مرند هستند، در محله آستانه علی واقع در محله امام زاده خوی متولد و علوم دینی را در خوی و تبریز تمام می‌کند. به علت مهاجرت والدین به روستای ممش خان سید نیز نزد والدین خود ساکن می‌شود. در ۲۵ رجب ۱۲۶۷ هجری قمری مطابق با سال ۱۲۲۵ هجری شمسی (حکومت محمد شاه قاجار) در این مکان مدفون گردیده‌اند. نوادگان این سید در این روستا هنوز سکونت دارند . در سنگ نوشته‌ای که در کنار حرم قرار دارد نسل سید مدفون در این مکان با ۳۰ نسل به امام علی امام اول شیعیان منسوب می‌گردد؛ که این شجره نامه برای عموم قابل مطالعه است. میر فتاح ۳ پسر و یک دختر داشت سه پسر میر فتاح در کنار مزار او مدفون هستند.در کتاب کرامات و حکایات آمده‌است:
میر فتاح روز سه شنبه بساط خود را جمع کرده و  قصد ترک روستا به مقصد شهر را می‌کند که مهمان می رسد و مهمانان روز چهار شنبه می روند. روز پنج شنبه به همسرش شیرین می گوید: وسایل را دوباره در خانه پهن کن، همسرش می پرسد چرا؟ می گوید جدم امیرالمومنین را در خواب دیدم فرمود:در این روستا بمان و به مردم آن قرآن و دین بیاموز و خدمت کن.میر فتاح برای آموزش قرآن و دین به روستاهای اطراف می رفت. روزی پسرش محسن از نبود او نگران شده و به روستاهای اطراف دنبال پدر می‌رود و می بیند، پدرش در خانه خرابی به کودکان قرآن یاد می دهد. پسرش می‌خواهد پدرش به خانه بیاید اما پدرش می گوید: من ثواب این آموزش قرآن را به دنیایی طلا نمی دهم.محل دفن میر فتاح، محل گودی بود که در آن درخت آلبالویی قرار داشت که سید روز فوتش در زیر سایه آن نشسته بود که وصیت می‌کند او را در زیر همین درخت دفن نمایند. 

## کرامات
در کتاب کرامات و حکایات، آمده‌است: میر فتاح با کاروان چهل نفره عازم  کربلا بود که راهزن‌ها ، راه آن‌ها را سد کرده و از هر یک ، یک سکه لیر طلای عثمانی باج می‌گیرند. در این بین کسی از راه زنان ،نزد کاروان آمده و می پرسد، میر فتاح کیست؟ او را نشان می دهند. میر فتاح را نزد سرگروه راهزنان می برند که فرزندش در حال احتضار بود. میر فتاح دستی بر سر او می کشد که آن پسر، شفا می یابد، وسر دسته راهزنان، توبه کرده و سکه‌ها را به کاروان بر می گردانند. نیز در این کتاب آمده‌است:زنی مردی را پیش میرفتاح آورد و ادعا کرد که گاوماده او را کشته است.اما مرد انکار می‌کرد تا این که میر فتاح مجبور شد، داستان را بگوید و بگوید که کی گاو را کشته و گوشتش را چه کرده‌است. چون مرد فهمید، میر فتاح، حقیقت را می‌داند،و علم باطنی دارد، به سرقت خود اعتراف کرد.

## امکانات
این مکان زیارتی مجهز به آشپز خانه و محل کشتار قربانی است. طبیعت زیبا و کوهستانی این روستا و رود جاری در آن برای زایران بسیار دل‌انگیز و مصفاست. در سال ۱۳۸۹ بازسازی این مکان زیارتی به صورت زیبا انجام پذیرفته‌است. در کوههای اطراف این زیارتگاه گیاهان دارویی فراوانی از قبیل کاکوتی، آویشن و نعناع ، کنگر و ریحان رشد می‌کند؛ که زایران از آن‌ها استفاده می‌کنند. تا چند سال پیش ضلع شمالی حرم بیشه زار ریبا و قشنگی بود که زایران برای استراحت از آن بهره می‌بردند اما در سال‌های اخیر به علت تفریح بیش از حد مردم از قبیل تاب بازی و ... و برای حفظ شان زیارتگاه و تفکیک این اصل که زیارتگاه پارک نیست، از سوی تولیت این زیارتگاه این درختان مقطوع گردیدند. در کنار این زیارتگاه اتاق‌ها و سوییت‌هایی که مجهز به امکانات خوبی می‌باشند برای اسکان (بویژه در شب) زایران ساخته و واگذار می‌شود. در این زیارتگاه در صورتی که هوا صاف و روشن باشد قله کوه آرارات در کشور ترکیه علی‌رغم فاصله۱۵۵ کیلومتری به وضوح و زیبایی خاصی دیده می‌شود.